# Olga Samaroff

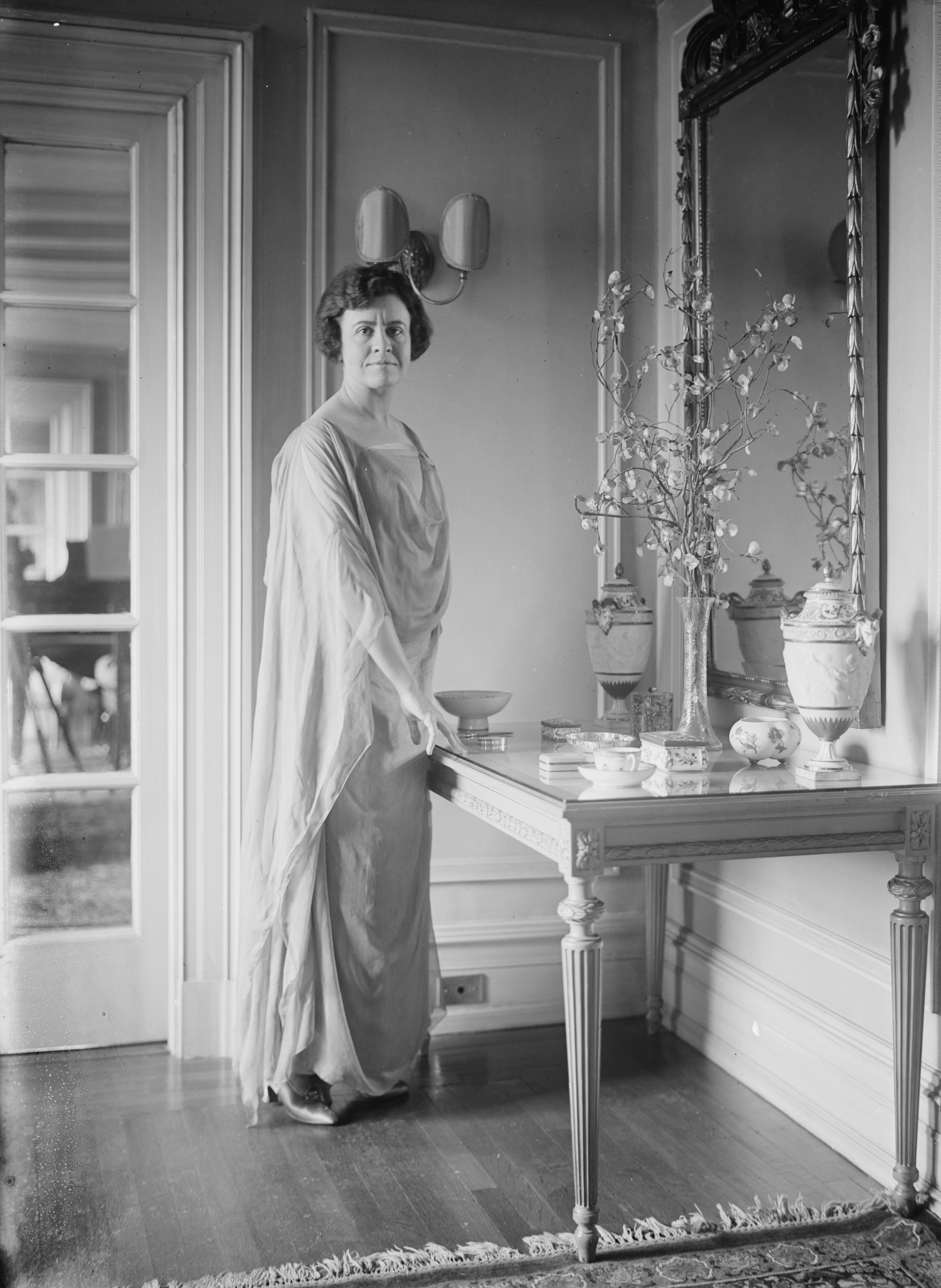
Olga Samaroff

Olga Samaroff (* 8. August 1880 in San Antonio, Texas; † 17. Mai 1948 in New York City) war eine US-amerikanische Pianistin, Musikpädagogin und Musikkritikerin. Zu ihren Lehrern gehörte der nicht-eheliche Sohn von Charles-Valentin Alkan, Élie-Miriam Delaborde. Entgegen der landläufig vertretenen Meinung, die Rolle des ersten bedeutenden Pianisten der Vereinigten Staaten komme William Kapell zu, wird diese Sichtweise in Fachkreisen häufig zu Gunsten von Kapells Lehrerin Olga Samaroff umentschieden, die sich von 1905 bis zu ihrem Unfall 20 Jahre später eine beachtenswerte internationale Pianistenkarriere aufgebaut hatte.

## Leben und Wirken
Olga Samaroff wurde als Lucy Mary Olga Agnes Hickenlooper in San Antonio, Texas, geboren. Sie wuchs in Galveston auf, wo ihre Familie ein Geschäft hatte, das im Jahr 1900 durch den Galveston-Hurrikan zerstört wurde. Nachdem ihre Begabung für das Klavierspiel entdeckt war, schickte sie man zum Studium nach Europa. Zu jener Zeit gab es keine großen Klavierlehrer in den Vereinigten Staaten. Sie studierte zunächst bei Antoine François Marmontel und Alkans Sohn Élie-Miriam Delaborde am Conservatoire de Paris und später bei Ernst Jedliczka in Berlin. In Berlin war sie sehr kurz mit dem russischen Ingenieur Boris Loutzky verheiratet.
Nach ihrer Scheidung von Loutzky und der wirtschaftlichen Katastrophe, die das Geschäft ihrer Familie ruiniert hatte, kehrte sie in die Vereinigten Staaten zurück und versuchte, sich eine Karriere als Pianistin aufzubauen. Sie entdeckte bald, dass sie sowohl durch ihren für eine Karriere als Künstler nicht-zuträglichem Namen als auch wegen ihrer amerikanischen Herkunft in ihrer künstlerischen Entfaltung gehemmt wurde. Ihr Agent schlug eine Änderung zu dem Nachnamen Samaroff vor, den sie auch schließlich von einem entfernten Verwandten übernahm.
Als Olga Samaroff produzierte sie 1905 ihr eigenes New Yorker Debüt in der Carnegie Hall. Sie war die erste Frau, die ein Projekt dieser Art von sich aus anging. Sie mietete den Saal an, verpflichtete das Orchester und den Dirigenten Walter Damrosch und hinterließ bei ihrer Aufführung von Tschaikowskis Klavierkonzert Nr. 1 einen überwältigenden Eindruck. Nach diesem Debüt gab sie zahlreiche Konzerte in den Vereinigten Staaten und in Europa.
Samaroff lernte Leopold Stokowski (1882–1977), den Kirchenorganisten von St. Bartholemew in New York und späteren Dirigenten des Cincinnati Symphony Orchestra kennen. Sie spielte Tschaikowskis Klavierkonzert Nr. 1 unter Stokowskis Regie, als dieser am 12. Mai 1909 mit dem Colonne Orchestra sein offizielles Dirigierdebüt in Paris gab.
1911 heiratete sie Stokowski. 1921 wurde ihre Tochter Sonya geboren. Zu dieser Zeit war Samaroff weitaus berühmter als ihr Ehemann. Sie konnte sich mit ihren Beziehungen dafür einsetzen, dass Stokowski 1912 zum Leiter des Philadelphia Orchestras ernannt wurde. Dies war der Beginn seiner internationalen Karriere. Samaroff machte Anfang der 1920er Jahre eine Reihe von Aufnahmen für die Victor Talking Machine Company. Sie war die zweite Pianistin in der Geschichte nach Hans von Bülow, die alle 32 Beethoven-Klaviersonaten in der Öffentlichkeit aufführte. Sie ging damit Artur Schnabel voraus, der ein solches Projekt erst um 1927 realisieren konnte. Der deutsche Pianist Walter Gieseking spielte im Alter von 15 Jahren (um 1910) ebenfalls die kompletten Sonaten in der Öffentlichkeit.
1923 ließen sich Olga Samaroff und Stokowski scheiden. Zu den Gründen gehörte Stokowskis Untreue, die Samaroff lange Zeit schwer belastete. Sie suchte Zuflucht bei ihren Freunden, darunter George Gershwin, Irving Berlin, Dorothy Parker und Cary Grant. Im Jahr 1925 fiel Samaroff in ihrer New Yorker Wohnung und erlitt eine Schulterverletzung, die sie zwang, sich vom Klavierspiel zurückzuziehen. Von da an arbeitete sie hauptsächlich als Musikkritikerin und Musikpädagogin. Sie schrieb bis 1928 für die New York Evening Post und hielt in den 1930er Jahren Gastvorlesungen.
Samaroff entwickelte ein Musikstudium für Laien und war die erste Musiklehrerin, die Unterrichtsstunden über das NBC-Fernsehen erteilte. Sie unterrichtete am Philadelphia Conservatory und wurde 1924 eingeladen, an der Fakultät der neu gegründeten Juilliard School in New York zu arbeiten. Sie unterrichtete an beiden Schulen für den Rest ihres Lebens. Sie wurde von ihren Schülern als Madam angesprochen und war eine Anwältin für diese. Sie unterstützte viele ihrer an der wirtschaftlichen Depression leidenden Schüler mit Konzertkleidung und Lebensmitteln. Sie drängte auch die Beamten von Juilliard, ein Wohnheim zu bauen – ein Projekt, das erst nach ihrem Tod Jahrzehnte später realisiert wurde. Zu ihren bekanntesten Schülern zählen der Pianist und Hochschullehrer Eugene List und der Konzertpianist William Kapell, der 1953 im Alter von 31 Jahren bei einem Flugzeugabsturz ums Leben kam. Sie selbst sagte, der beste Pianist, den sie je unterrichtet habe, sei der Neuseeländer Richard Farrell gewesen, der ebenfalls im Alter von 31 Jahren bei einem Autounfall in England 1958 ums Leben kam.
Samaroff veröffentlichte 1939 die Autobiografie An American Musician’s Story. Am Abend des 17. Mai 1948 starb sie in ihrem Haus in New York an einem Herzinfarkt, nachdem sie an diesem Tag zuvor mehrere Stunden unterrichtet hatte.
Samaroff ist mit dem Bürgerkriegsgeneral Andrew Hickenlooper und dem Gouverneur von Colorado, John Hickenlooper, verwandt. In den Memoiren des letzteren aus dem Jahr 2016 erklärt dieser, dass die Namensänderung von Hickenlooper zu Samaroff von Samaroffs Cousin, dem amerikanischen Bundesrichter Smith Hickenlooper vorgeschlagen wurde.